# Megachile clypeata
Megachile clypeata är en biart som beskrevs av Smith 1853. Megachile clypeata ingår i släktet tapetserarbin, och familjen buksamlarbin. Inga underarter finns listade i Catalogue of Life.